# Sovraccarico progressivo
In chinesiologia, Il sovraccarico progressivo (progressive overload) è uno dei tre principi fondamentali applicati nell'esercizio coi pesi (resistance training) assieme alla periodizzazione e alla specificità.

## Storia
Il sovraccarico progressivo è un concetto che rappresenta il graduale incremento dello stress fisico durante l'esercizio coi pesi. Le radici di questo principio sono da ritrovare nei tardi anni quaranta, quando il medico dell'esercito americano Thomas DeLorme lo applicò come tecnica di allenamento per i soldati americani che necessitavano di riabilitazione da infortuni avvenuti durante la Seconda guerra mondiale. Curiosamente, DeLorme diverrà meglio noto per aver dato il nome alla prima variante della popolare tecnica del sistema piramidale, la piramide crescente, detta in alternativa sistema Light to heavy (da leggero a pesante) o "sistema DeLorme" in suo omaggio. Il termine progressive resistance training (esercizio con sovraccarichi progressivo) venne suggerito da sua moglie durante una conversazione a cena. Il concetto di sovraccarico progressivo nel tempo si consolidò come principio cardine nella teoria dell'allenamento coi pesi. Esso sottolinea la necessità di incrementare progressivamente l'entità degli stimoli fisici durante gli allenamenti nel corso del tempo per ottenere dei costanti miglioramenti.

## Definizione
Il principio di base sostiene che per continuare ad ottenere guadagni in un programma di allenamento fisico, lo stress sul muscolo scheletrico debba essere progressivamente aumentato in quanto esso nel tempo si rafforza, migliorando le prestazioni di forza, potenza, o resistenza muscolare. Una volta che i muscoli si adattano ad un definito carico di lavoro previsto in un programma di allenamento, essi non continueranno a progredire nel miglioramento di una qualità necessaria per raggiungere l'obiettivo desiderato, a meno che il carico di lavoro venga in qualche modo aumentato. Pertanto, per migliorare continuamente la funzione fisiologica, deve essere applicato un progressivo aumento della carico al quale seguirà un nuovo ed ulteriore adattamento. Se l'atleta non continua ad adattarsi, esso finirà per andare incontro ad uno stallo nei progressi o, nel peggiore dei casi, ad una regressione dei risultati ottenuti. Gli esercizi coi pesi devono essere eseguiti con sufficiente frequenza, carico, e durata per produrre sovraccarico senza produrre fatica.

### General Adaptation Syndrome (GAS) e sovraccarico progressivo
Le radici teoriche di base della periodizzazione provengono dalla mente del noto medico austriaco di origini ungheresi Hans Selye, che per primo ha presentato la teoria della sindrome generale di adattamento (o GAS, dall'inglese General Adaptation Syndrome). Selye individuò una fonte di stress biologico denominato eustress, che consiste da una parte in un adattamento positivo nell'aumento della crescita muscolare e della forza, e da una parte in uno stato di distress, ovvero lo stress negativo che può provocare effetti avversi come danni tissutali, malattia e morte. La teoria di Selye suggerisce che il corpo si adatta all'allenamento in tre diverse fasi:
- Fase di allarme: questa rappresenta l'introduzione al programma di allenamento coi pesi ed è la prima reazione allo stimolo, in cui l'atleta sperimenta dolore e rigidità a causa dello shock e degli stress che gli esercizi hanno provocato sul corpo.
- Fase di resistenza o adattamento: in questa fase, dall'inizio del recupero il corpo si adatta alle richieste indotte dall'esercizio e viene sottoposto ad un processo di crescente rafforzamento che dà luogo ad un miglioramento della prestazione.
- Fase di esaurimento o affaticamento: questa fase rappresenta l'incapacità del corpo di continuare l'adattamento ad un determinato stimolo e viene causata da allenamenti troppo duri o troppo lunghi senza che venga concesso un recupero fisico sufficiente.

Il sovraccarico progressivo è un principio che necessita di essere applicato per evitare la seconda fase del GAS, ovvero quella di adattamento, per poter consentire un costante progresso nei risultati ricercati dall'attività fisica svolta.

## Tipologie di sovraccarico progressivo
La più comune, ma non l'unica, strategia per applicare il principio di sovraccarico progressivo consiste naturalmente nell'aumento del carico per eseguire uno specifico numero di ripetizioni per serie di un esercizio. Evidenze scientifiche hanno dimostrato che volta avvenuta l'ipertrofia, meno unità motorie vengono reclutate per sollevare lo stesso carico sullo stesso esercizio rispetto a prima che l'adattamento ipertrofico non si fosse imposto (Ploutz et al., 1994). Questo indica che, per poter reclutare lo stesso numero di unità motorie, il carico utilizzato debba essere aumentato a parità di ripetizioni massime. Per tanto, il sovraccarico progressivo deve essere applicato per massimizzare il reclutamento delle fibre muscolari, se viene coinvolta il massimo della massa muscolare per eseguire un dato esercizio. Se questo principio non viene rispettato, non verranno reclutate tutte le fibre muscolari, risultando in adattamenti fisiologici minimi e poco significativi delle fibre muscolari coinvolte. Se questi adattamenti sono minimi, allo stesso modo lo sviluppo di forza e ipertrofia saranno altrettanto minimi. L'American College of Sports Medicine (ACSM) suggerisce che quando ci si allena con un numero di RM legato ad un carico specifico, è raccomandato un aumento del 2-10% del carico quando il soggetto riesce ad eseguire 1 o 2 ripetizioni aggiuntive oltre il numero di RM desiderato.
Sebbene il modo più comune per applicare tale principio sia quello di aumentare il carico utilizzato per uno specifico numero di ripetizioni, esistono diversi altri metodi per sovraccaricare progressivamente il muscolo durante un programma di allenamento coi pesi: aumentando il volume di allenamento; aumentando il numero di ripetizioni, serie, o esercizi eseguiti; alterando i tempi di recupero, o aumentando la velocità delle ripetizioni durante il sollevamento di carichi submassimali. Il sovraccarico progressivo dovrebbe essere gradualmente introdotto nel programma, risultando come una componente necessaria nell'esercizio coi pesi se viene ricercato un costante aumento dei guadagni muscolari come forza, potenza, ipertrofia, o endurance muscolare. Ciò nonostante, l'atleta dovrebbe avere il tempo sufficiente per adattarsi prima di apportare modifiche significative al protocollo di allenamento. L'American College of Sports Medicine (ACSM) raccomanda che i cambiamenti nel volume di allenamento totale (ripetizioni, serie, carico) debbano essere incrementati tra il 2,5% e il 5,0% a settimana per evitare la possibilità che si verifichi il sovrallenamento. La possibilità di attuare un importante aumento dell'intensità o del volume è suggerito però soprattutto ad atleti esperti. Altre ricerche al contrario dimostrano che l'applicazione del sovraccarico progressivo con un incremento del carico troppo basso (microcarichi tra 0.22 e 0.44 kg) non risulti in alcun vantaggio rispetto al mantenimento dei carichi inalterati (Hostler et al., 2001).

### Strategie per indurre al sovraccarico progressivo[1][3]
- aumentare il carico (intensità come % 1-RM);
- aumentare le ripetizioni sullo stesso carico;
- alterare la velocità di movimento in base all'obiettivo;
- alterare il Time Under Tension (TUT) in base all'obiettivo;
- alterare la durata dei tempi di recupero in base all'obiettivo;
- aumentare il volume (carico, ripetizioni o serie totali) entro limiti ragionevoli (attorno al 2.5-5% una volta giunto l'adattamento);
- alterare la densità (tramite TUT, tempi di recupero, volume totale ecc.)

### Sovraccarico progressivo in altri sport
Nonostante il sovraccarico progressivo sia un principio originato e diffuso soprattutto nell'ambito dell'esercizio coi pesi, esso rimane valido anche negli altri sport. Infatti, come è stato ribadito in precedenza, il termine "sovraccarico" non necessariamente viene utilizzato per indicare i carichi utilizzati, ma esso varia il suo significato specifico a seconda dell'adattamento ricercato o dello sport praticato. Ad esempio, l'aumento progressivo del sovraccarico può consistere semplicemente una riduzione dei tempi di recupero o un aumento della velocità delle ripetizioni a parità di carico utilizzato. Nel contesto dell'esercizio aerobico di endurance, il sovraccarico progressivo può indicare l'aumento del volume (la durata della sessione) o dell'intensità (ad esempio aumentando la velocità percorrendo la stessa distanza). Esso può essere applicato anche nell'interval training, ad esempio completando più sprint, riducendo la durata del recupero, o ancora aumentando il volume o l'intensità dello sforzo.